# Alpha Yaya Diallo
Pour les articles homonymes, voir Alpha Yaya Diallo (homonymie) et Diallo.
Alpha Yaya Diallo (1830 - 10 octobre 1912) est un guerrier peul connu sous le nom de « roi » de Labé, l'une des provinces du Fouta-Djalon.

## Biographie

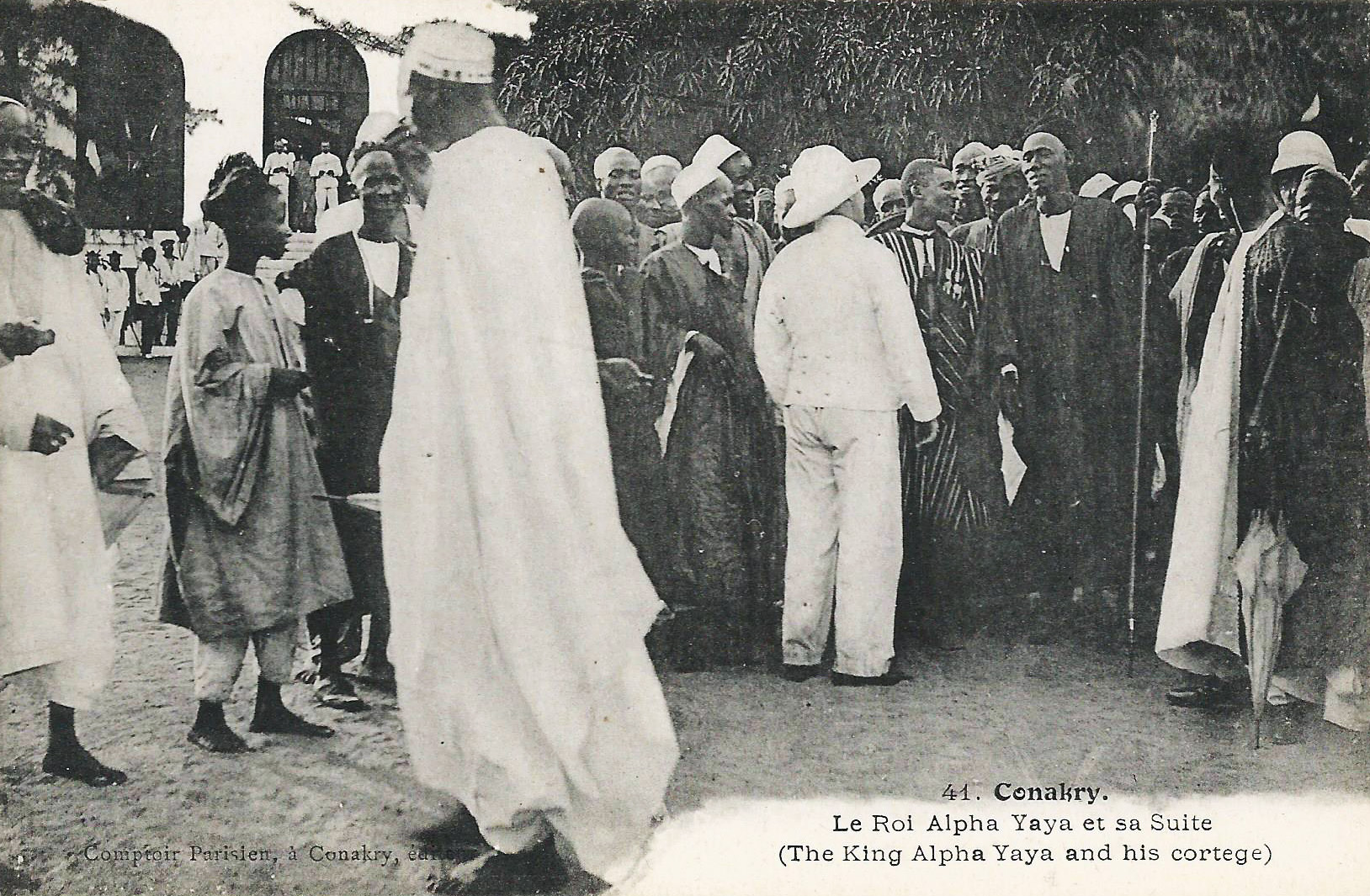
Le roi Alpha Yaya et sa suite à Conakry.

Il accroît son pouvoir sur une grande partie de la confédération islamique du Fouta en s'entendant avec les français qui progressent en Afrique de l'Ouest.
À son retour d'exil forcé (1905-1910) au Dahomey (actuel Bénin) sous l'accusation de fomenter un soulèvement contre l'autorité coloniale française, il fut à nouveau arrêté à Conakry et condamné à la déportation définitive et incarcéré au bagne sec de Port-Étienne (aujourd'hui Nouadhibou, Mauritanie), où il mourut en 1912.

## Hommages
- L'hymne national de la République de Guinée est une adaptation d'un chant composé en son honneur par un griot vers 1903[1].
- Son nom a été donné au principal camp militaire de Guinée, le camp Alpha Yaya Diallo.

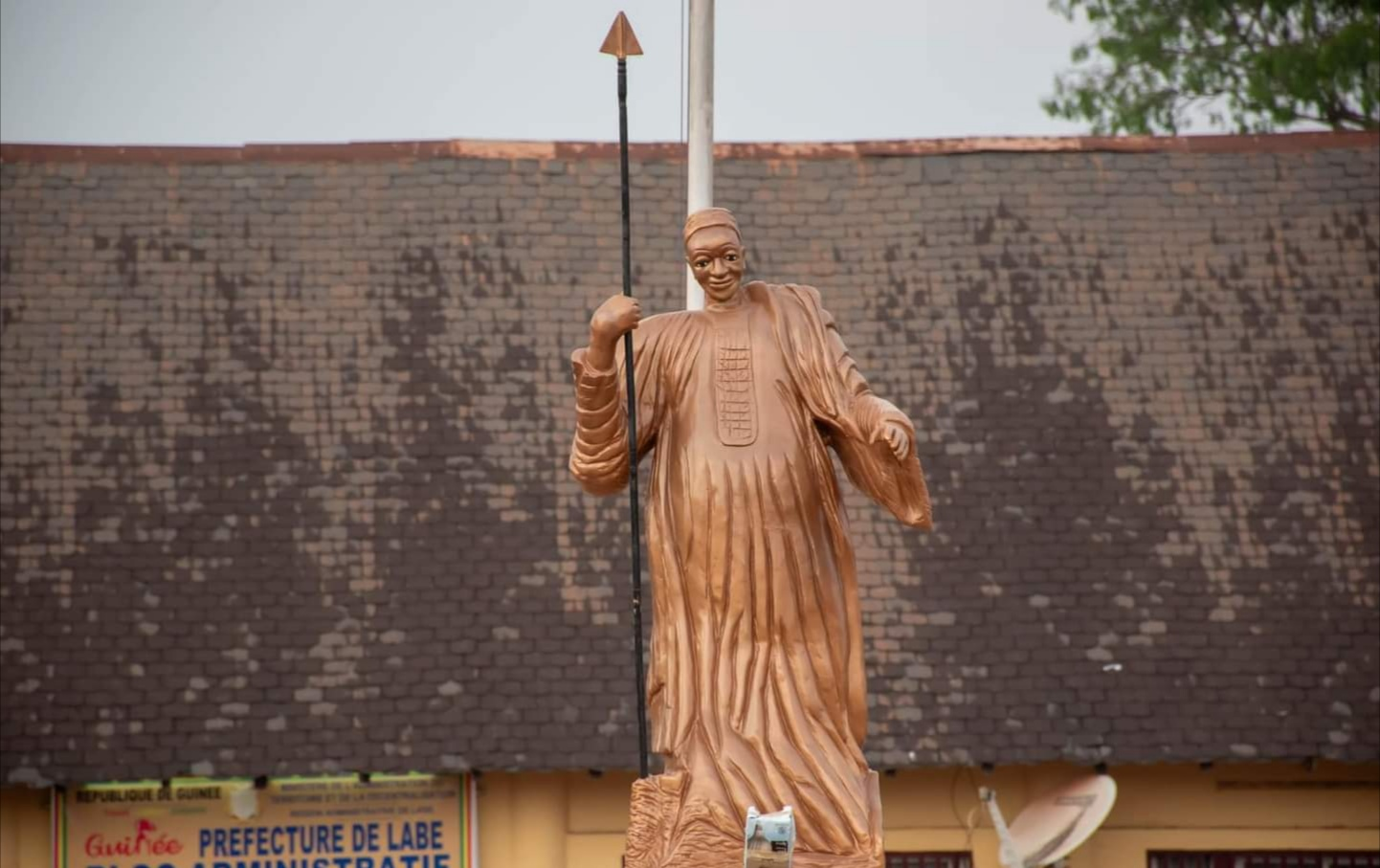
Statue de Alpha yaya Diallo juste en face de la préfecture de Labé

- Statue de Alpha yaya Diallo juste en face de la préfecture de LabéSon portrait (de prisonnier) figurait sur les billets de banque (coupures de cinquante francs) de la monnaie guinéenne à la création de celle-ci le 1er mars 1960.